# Chelirubina
La chelirubina è un sale di ammonio quaternario appartenente al gruppo degli alcaloidi benzofenantridinici.